# Chelsea Fringe
Chelsea Fringe ist eine 2012 begründete Veranstaltungsreihe, welche die Chelsea Flower Show der Royal Horticultural Society in London und im Umland und in Bristol begleitet. Sie ist eine durch Tim Richardson begründete Community Interest Company und wird vor allem von Freiwilligen getragen, aber auch vom National Trust unterstützt.
Auch Stadtverschönerungsaktivitäten (Guerilla Gardening) durch private Initiativen werden berücksichtigt, wie der Verkehrskreisel in der Victoria Park Village (Lauriston Road) in Hackney. Zahlreiche Londoner geben Einblicke in ihre Privatgärten. Daneben finden Autorenlesungen, Kunstausstellungen und Kunstaktionen statt.

## 2012
2012 fanden ca. 100 Einzelaktionen statt, darunter die Schlaglochgärten von Steve Wheen, ein Fahrradbiergarten, ein schwimmender Wald im Portobello Dock und die Begrünung von Flussschiffen auf der Themse und ihren Kanälen. In Chiswick wurde eine „eßbare Einkaufsstraße“ mit Obstbäumen eingerichtet.

## 2013
2013 fand die Chelsea Fringe vom 18. Mai bis zum 9. Juni statt. Veranstaltungsorte waren unter anderem das Garden Museum in Lambeth, Battersea Power Station und der Rothsay Community Herb Garden in Bedford. Ein Schwergewicht lag auf dem Anbau von Nutzpflanzen (Urban Gardening) in der Stadt, so wurden unter anderem eine „eßbare Bushaltestelle“ (Lambeth Hospital Bus Stop, Route 322) und eine „eßbare Einkaufsstraße“ (Salusbury Road und Queens Park High Street, NW6) geplant. In neu gestalteten Garten des Horniman Museums in Dulwich wurde ein von Adele Hewitt und Fiona Weir bepflanztes „bienenfreundliches Taxi“ ausgestellt.

## 2022
2022 fand die Chelsea Fringe vom 21.–29. Mai statt.
Zum Program gehören Kokedamas im neu angelegten Camley Street Natural Park bei Kings Cross und ein Pop-up-Garten im Hof von St. Martin in the Fields anlässlich des Mental Health Awareness Month, sowie Touren im Crossbones Graveyard & Garden of Remembrance in Southwark und von Straßengärten in Upper Walthamstow. Im ummauerten Garten des Bethlem Royal Hospitals werden Vogelscheuchen ausgestellt.